# Symphorematoideae
Symphorematoideae Briq. in Engl. & Prantl, 1895 è una sottofamiglia di piante spermatofite dicotiledoni appartenenti alla famiglia delle Lamiaceae (ordine delle Lamiales).

## Etimologia
Il nome scientifico della sottofamiglia è stato definito dal botanico svizzero John Isaac Briquet (1870 – 1931) in collaborazione con i botanici tedeschi Adolf Engler (1844 – 1930) e Karl Anton Eugen Prantl (1849 – 1893) nella pubblicazione "Naturlichen Pflanzenfamilien. Leipzig - IV, 3a: 144" del 1895.

## Descrizione

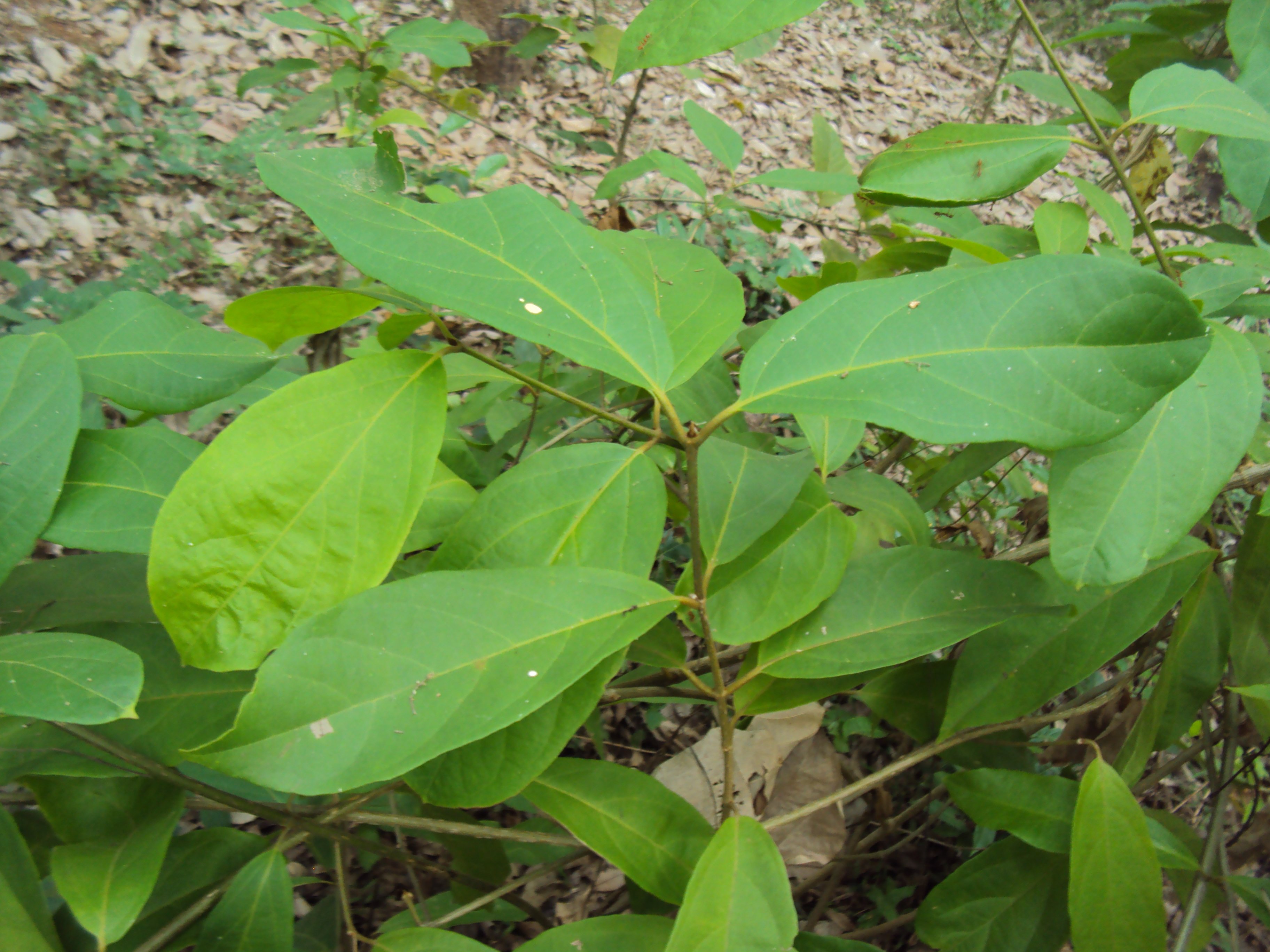
Il portamento
Sphenodesme paniculata

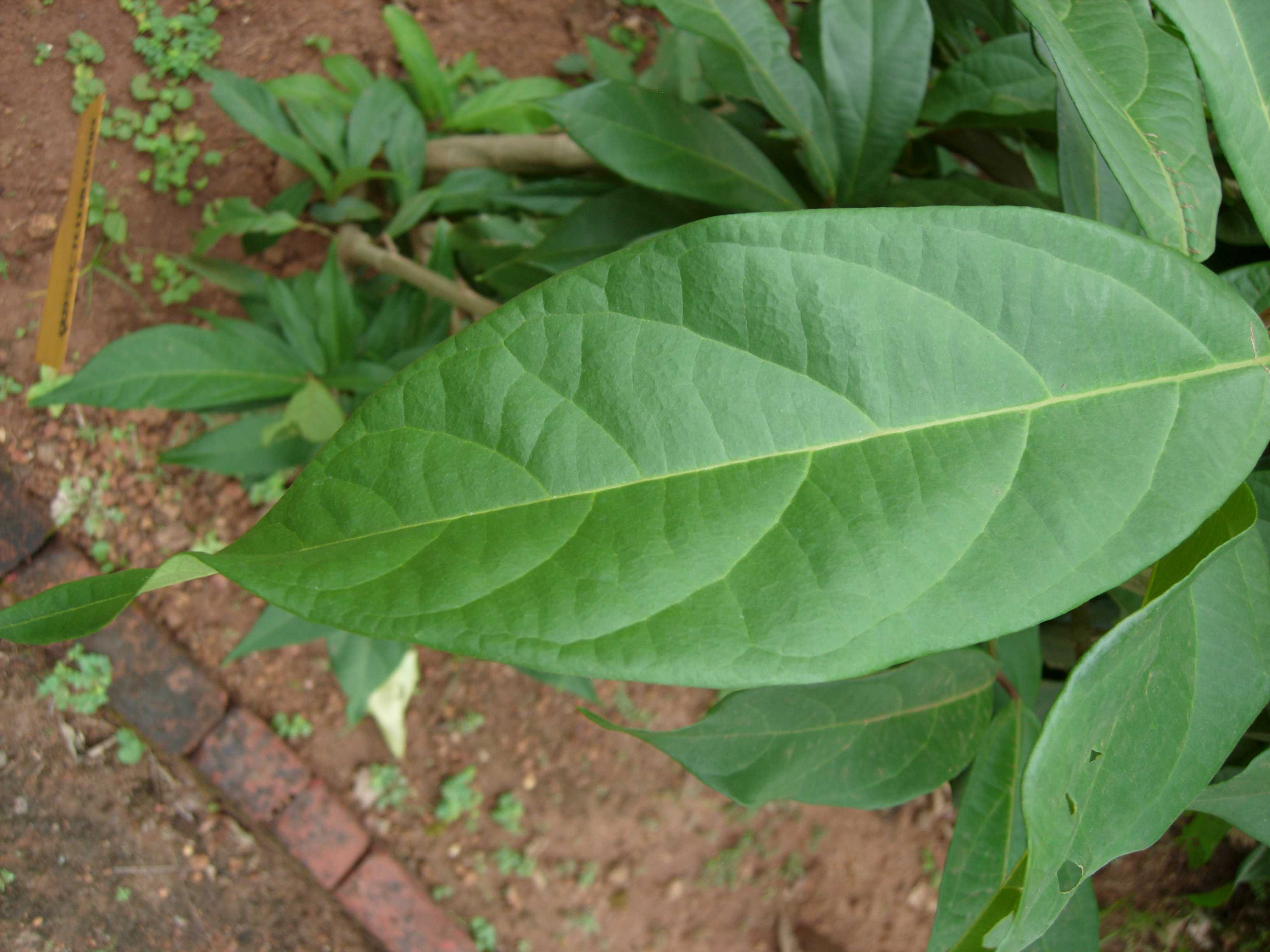
Le foglie
Sphenodesme involucrata

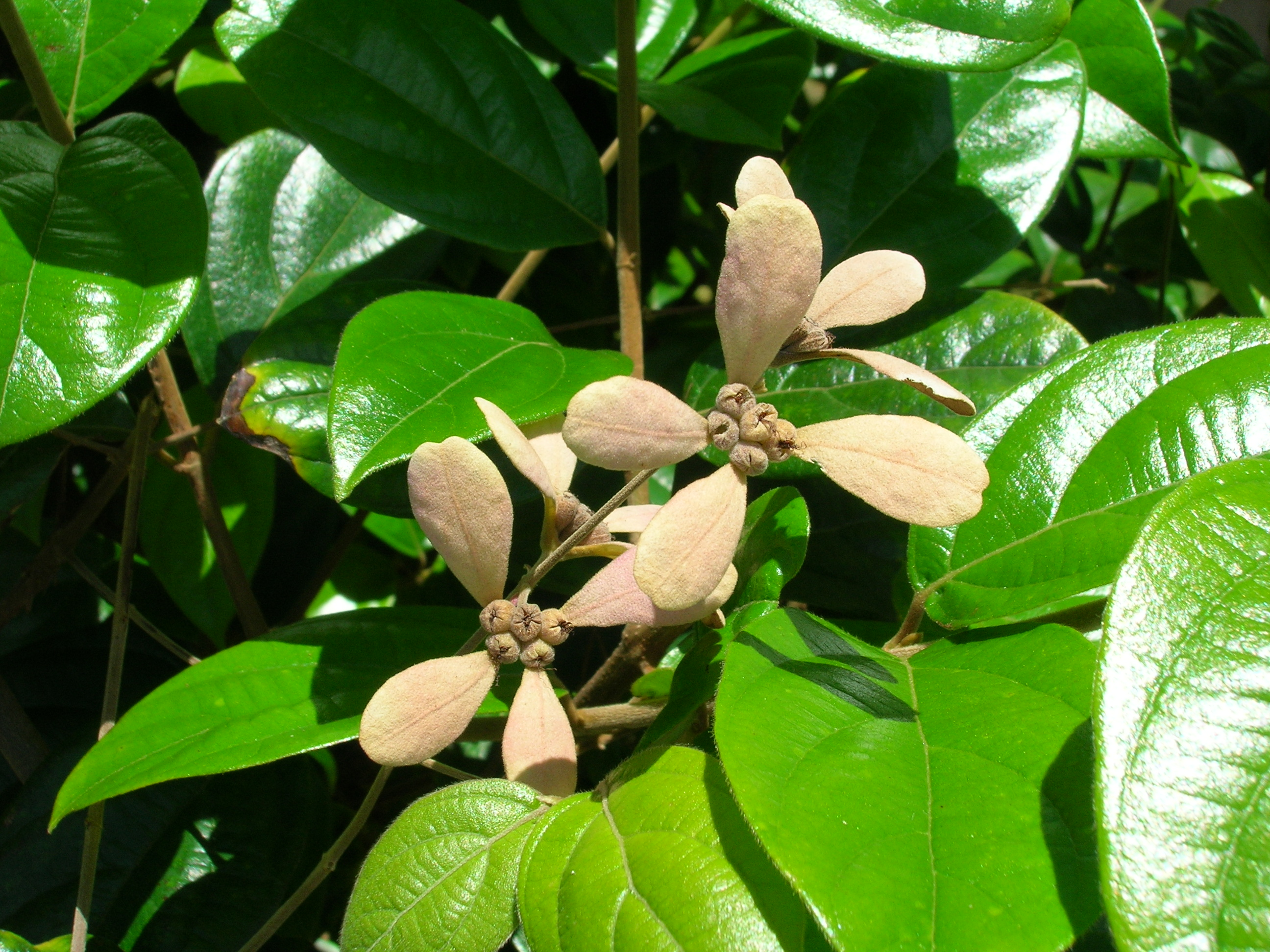
Infiorescenza
Congea griffithiana

- Le specie di questa sottofamiglia hanno un portamento rampicante con fusti e rami legnosi e cicli biologici perenni. L'indumento consiste in peli semplici o stellati.[3][6][7][8]
- Le foglie lungo il fusto sono disposte in modo opposto a verticilli. Ogni verticillo è alternato rispetto al precedente. I verticilli normalmente sono composti da 2 foglie picciolate. La forma della lamina è intera con forme da ovate a lanceolate; i bordi possono essere dentati.
- Le infiorescenze sono delle cime capitate, con 3  - 7 fiori, portate in vari verticilli ascellari sovrapposti lungo il fusto. Ogni verticillo poggia su due brattee di tipo fogliaceo, mentre alla base dell'infiorescenza vera e propria sono presenti da 3 a 6 evidenti bratteole colorate. I fiori possono essere profumati.
- I fiori sono ermafroditi, attinomorfi, tetrameri (4-ciclici), ossia con quattro verticilli (calice – corolla - androceo – gineceo) e pentameri (5-meri: la corolla e il calice sono a 5 parti).

- Formula fiorale. Per la famiglia di queste piante viene indicata la seguente formula fiorale:

X, K (5), [C (2+3), A 2+2] G (2), (supero), drupa, 4 nucule
- Calice: il calice è gamosepalo con base in genere tubulosa (o a imbuto) e terminante con 5 - 8 lobi uguali (calice attinomorfo). I lobi possono essere bifidi. Talvolta è presente un epicalice con le brattee opposte o alternate ai lobi del calice. La superficie ha 5 - 10 nervature longitudinali.

- Corolla: la corolla gamopetala è un tubo terminante con 5 - 16 lobi uguali (corolla attinomorfa), oppure è bilabiata (Congea) a 5 lobi. Le fauci internamente sono circondate da un anello di peli (caratteristica comune a molte "labiate" che ha lo scopo di impedire l'accesso ad insetti più piccoli e non adatti all'impollinazione). I colori sono bianco, blu, porpora forte o giallo pallido.

- Androceo: l'androceo possiede quattro stami didinami (Congea), oppure un numero di stami uguale ai lobi della corolla. Gli stami sono adnati alla corolla (vicino alla gola della stessa). Le antere hanno due teche parallele e separate a deiscenza longitudinale. I granuli pollinici sono del tipo tricolpato o esacolpato. Il disco nettario è assente.

- Gineceo: l'ovario è supero formato da due carpelli saldati (ovario bicarpellare) ed è imperfettamente 2-loculare (i setti divisori all'interno dei due carpelli sono incompleti). La placentazione è assile. Gli ovuli sono 4 (2 per ogni loculo), hanno un tegumento e sono tenuinucellati (con la nocella, stadio primordiale dell'ovulo, ridotta a poche cellule). Lo stilo è terminale. Lo stigma è formato da due lobi.

- Il frutto è uno schizocarpo composto da 4 nucule o mericarpi. Può essere una drupa oppure è secco ed è indeiscente.

## Riproduzione
- Impollinazione: l'impollinazione avviene tramite insetti tipo ditteri e imenotteri (impollinazione entomogama).[8][10]
- Riproduzione: la fecondazione avviene fondamentalmente tramite l'impollinazione dei fiori (vedi sopra).
- Dispersione: i semi cadendo a terra (dopo essere stati trasportati per alcuni metri dal vento – disseminazione anemocora) sono successivamente dispersi soprattutto da insetti tipo formiche (disseminazione mirmecoria).[11]  I semi hanno una appendice oleosa (elaisomi, sostanze ricche di grassi, proteine e zuccheri) che attrae le formiche durante i loro spostamenti alla ricerca di cibo.[12]

## Distribuzione e habitat
La distribuzione delle specie di questo gruppo è unicamente asiatica sud-orientale con habitat tropicali o subtropicali.

## Tassonomia
La famiglia di appartenenza della sottofamiglia (Lamiaceae), molto numerosa con circa 250 generi e quasi 7000 specie, ha il principale centro di differenziazione nel bacino del Mediterraneo e sono piante per lo più xerofile (in Brasile sono presenti anche specie arboree). Per la presenza di sostanze aromatiche, molte specie di questa famiglia sono usate in cucina come condimento, in profumeria, liquoreria e farmacia. La famiglia è suddivisa in 7 sottofamiglie; la sottofamiglia Symphorematoideae è una di queste.

### Composizione della sottofamiglia
La sottofamiglia comprende 3 generi e meno di 30 specie:
| Genere                 | Numero specie | Numero Cromosomico | Distribuzione                                | Habitat tipico     |
| ---------------------- | ------------- | ------------------ | -------------------------------------------- | ------------------ |
| Congea Roxb., 1820     | 7 - 10        | 2n = 34            | Dall'India alla Cina e al sud fino a Sumatra | Tropicale          |
| Sphenodesme Jack, 1820 | 14            |                    | India, Cina e dalla Thailandia alla Malaysia | Climi caldi        |
| Symphorema Roxb., 1805 | 3             | 2n = 24, 28 e 36   | India, Sri Lanka fino alle Filippine         | Foreste monsoniche |

### Filogenesi
All'interno della famiglia Lamiaceae la sottofamiglia Symphorematoideae da un punto di vista filogenetico, occupa una posizione basale tra la sottofamiglia Prostantheroideae e la sottofamiglia Viticoideae.

### Chiave per i generi
Per meglio comprendere ed individuare i generi della sottofamiglia, l'elenco seguente utilizza in parte il sistema delle chiavi analitiche (vengono cioè indicate solamente quelle caratteristiche utili a distingue un genere dall'altro).
- Gruppo 1A: le bratteole involucrali sono 6; la corolla dei fiori è attinomorfa o subattinomorfa; gli stami sono 5 - 16;

- Gruppo 2A: gli elementi dei fiori sono 6 - 16; i filamenti degli stami sono elongati; le antere sporgono dal tubo della corolla; lo stilo è elongato;

- Symphorema.

- Gruppo 2B: gli elementi dei fiori sono 5 - 6; se le parti della corolla sono 6, allora i filamenti degli stami sono molto corti e le antere sono incluse nel tubo della corolla; anche lo stilo è molto corto;

- Sphenodesme.

- Gruppo 1B: le bratteole involucrali sono 3 - 6; la corolla dei fiori è bilabiata; gli stami sono 4;

- Congea.